# The Hunter: Call of the Wild
The Hunter: Call of the Wild – komputerowa gra symulacyjna wyprodukowana przez Expansive World i wydana przez Avalanche Studios. Produkcja została wydana 16 lutego 2017 roku na komputery z systemem Microsoft Windows oraz konsole PlayStation 4 i Xbox One.
Call of the Wild pozwala wcielić się w rolę myśliwego, który poluje na dzikie zwierzęta. Gra jest kontynuacją darmowej produkcji The Hunter wydanej w 2009 roku. Produkcja używa autorskiego silnika Apex.
Gra spotkała się z mieszanym odbiorem w mediach branżowych, uzyskując średnią z 13 recenzji wynoszącą 64/100 według serwisu Metacritic.
Gra dostępna jest do pobrania na platformie Steam oraz Epic Games Store.

## Rozgrywka
The Hunter: Call of the Wild to myśliwska gra symulacyjna z otwartym światem, w której zadaniem gracza jest polowanie na dzikie zwierzęta. Gracz steruje postacią myśliwego z perspektywy pierwszej osoby. Postać może używać różnych broni, takich jak łuki, pistolety, strzelby czy sztucery oraz innego wyposażenia łowieckiego jak: lornetki, wabiki. Gracz przemierza fikcyjne obszary bazujące na prawdziwej florze i faunie z tego regionu, które składają się głównie z terenów niezamieszkanych przez człowieka. Gracz może swobodnie chodzić po terenie i polować na zwierzęta lub wypełniać misje fabularne. W obu przypadkach dostaje za to pieniądze, punkty doświadczenia i punkty umiejętności. Gra zawiera tryb dla wielu graczy. Gra oferuje również płatne DLC z różnymi dodatkami jak nowe bronie, inne wyposażenie, psy myśliwskie czy przedmioty czysto kosmetyczne.
| Miejsce                      | Kraj            | Data premiery               |
| ---------------------------- | --------------- | --------------------------- |
| Hirschfelden Hunting Reserve | Niemcy          | Dostępny w grze podstawowej |
| Layton Lake District         | USA             | Dostępny w grze podstawowej |
| Medved-Taiga National        | Rosja           | 2017                        |
| Vurhonga Savanna             | Afryka          | 2018                        |
| Parque Fernando              | Argentyna       | 2018                        |
| Yukon Valley                 | USA, Alaska     | 2019                        |
| Cuatro Colinas Game Reserve  | Hiszpania       | 2019                        |
| Silver Ridge Peaks           | USA             | 2020                        |
| Te Awaroa National Park      | Nowa Zelandia   | 2020                        |
| Rancho del Arroyo            | Meksyk          | 2021                        |
| Mississippi Acres Preserve   | USA             | 2021                        |
| Revontuli Coast              | Finlandia       | 2022                        |
| New England Mountains        | USA             | 2022                        |
| Emerald Coast Australia      | Australia       | 2023                        |
| Sundarpatan Hunting Reserve  | Nepal           | 2024                        |
| Salzwiesen Park              | Niemcy          | 2024                        |
| Alberta Hunting Preserve     | Kanada, Alberta | 2025                        |

## Produkcja
W kwietniu 2009 roku firma Emote Games wydała The Hunter, darmową grę o polowaniu na zwierzęta. W 2015 wydano do niej samodzielny dodatek The Hunter: Primal, pozwalający polować na dinozaury. Kolejny projekt z serii, The Hunter: Call of the Wild został zapowiedziany w listopadzie 2016 roku. Jednocześnie udostępniono trailer pokazujący przyrodę i zwierzęta dostępne w grze.
W wywiadzie dla serwisu GamesIndustry.biz Pim Holfve, CEO Avalanche Studios odpowiedział na wątpliwości związane z tematyką gry. Zespół pracujący nad grą skupił się na etycznym polowaniu, nie dodając do gry zwierząt zagrożonych wyginięciem czy gatunków zabijanych w celu zarobku np. lisów. System strzelania został specjalnie zaprojektowany tak, aby gracz nie znęcał się celowo i używał odpowiedniej amunicji w zależności od wielkości zwierzyny. Ponadto Call of the Wild nagradza gracza za celny strzał, który natychmiastowo zabija zwierzynę. W porównaniu do pierwszej odsłony serii, twórcy chcieli stworzyć grę bardziej przystępną umieszczając w niej poradniki dla nowych graczy. Do produkcji gry użyto silnika Apex (Just Cause 4, Mad Max).